# Бритен, Джим
Джим Бриттен (швед. Jim Brithén; род. 19 апреля 1956, Энгельхольм) — шведский хоккеист и тренер.

## Биография
В качестве хоккеиста выступал на позиции защитника в клубе низших шведских лиг. Большую часть карьеры провел в родном «Рёгле». Параллельно работал полицейским. В 29 лет занялся тренерской деятельностью. На родине руководил рядом клубов. Пять лет Бритен занимал должность главного тренера сборной Дании.  В 2002 году привел МОДО ко второму месту в Элитсерии. За это достижение Бритен был назван лучшим хоккейным тренером Швеции. Являлся президентом «Рёгле». Долгое время специалист работает на административных должностях в молодежном и юниорском хоккее.
- 2009—2012 гг. — директор юниорского департамента ХК «Линчёпинг» (Швеция).
- 2012—2014 гг. — директор академии ХК «Донбасс» (Украина, КХЛ)[2].
- 2014—2015 гг. — главный тренер юниорской сборной Швеции до 18 лет.
- 2015—2017 гг. — консультант академии хоккея клуба «Ак Барс» (Казань, КХЛ).
- 2018 — старший советник ХК «Хельсингборгс» (Швеция).
- С 2018 года — директор по развитию Федерации хоккея Венгрии.

## Достижения

### Командные
- Серебряный призер Шведской хоккейной лиги (1): 2001/2002.
- Победитель группы «B» чемпионата мира по хоккею с шайбой (1): 1999.
- Бронзовый призер первого дивизиона чемпионата мира по хоккею с шайбой (1): 2001.

### Личные
- Хоккейный тренер года в Швеции (1): 2001/2002.
- Хоккейный тренер года в Дании (1): 1998/1999.

## Прочее
Джим Бритен является одним из основателей шведской политической «Партии Энгельхольма». У тренера — пятеро детей и девять внуков. Многие из них занимались хоккеем. Один из них — Тед Бритен (род. 1990) — выступал за ряд клубов Элитсерии и вызывался в сборную Швеции на матчи Евротура. Старший сын Тим Бритен (род. 1978) работает тренером. С 2013 по 2015 годы он возглавлял сборную Исландии.